# داء الهيموغلوبين H
داء الهيموغلوبين H أو داء الهيموغلوبين إتش (بالإنجليزية: Hemoglobin H disease)‏ هو نوع من ثلاسيميا ألفا ويحدُث بِسبب ضعف إنتاج ثلاثة أنواعٍ من غلوبينات ألفا الأربعة، والمِشفرة بواسطة جينات HBA1 وHBA2.